# Biniam Girmay
Biniam Girmay Hailu (n. 2 aprilie 2000, Asmara, Eritreea) este un ciclist profesionist eritreean de șosea care în prezent concurează pentru Intermarché–Wanty–Gobert Matériaux, , echipă licențiată UCI WorldTeam.
La Turul Italiei 2022, el a devenit primul ciclist de culoare din Africa care a câștigat o etapă de Mare Tur, după ce a câștigat etapa a 10-a la sprint.

## Rezultate în Marile Tururi

### Turul Franței
2 participări
- 2023: locul 125
- 2024: câștigător al etapelor a 3-a, a 8-a și a 12-a

### Turul Italiei
2 participări
- 2022: nu a terminat competiția, câștigător al etapei a 10-a
- 2024: nu a terminat competiția